# Hyperband
Als Hyperband oder Erweiterter Sonderkanalbereich (ESB) bezeichnet man den für das Kabelfernsehen genutzten Frequenzbereich im Kabelnetz zwischen 300 und 470 MHz (Sonderkanäle S21 bis S41). In diesem Hyperbandbereich werden überwiegend die Signale für digitales Fernsehen nach der Norm DVB-C in die Kabelnetze eingespeist, teilweise auch analoge Sender, welche ältere TV-Geräte, die vor den 1990er-Jahren gebaut wurden, nicht empfangen können.
Die Kanäle haben eine Frequenzbreite von 8 MHz, der Bildträger ist um 1,25 MHz von der unteren Grenze nach oben, der erste Tonträger um 1,25 MHz von der oberen Grenze nach unten versetzt.
| Kanal | Kanalgrenzen | Bildträger | 1. Tonträger | Digitaler Träger |
| Kanal | (MHz)        | (MHz)      | (MHz)        | (MHz)            |
| ----- | ------------ | ---------- | ------------ | ---------------- |
| S21   | 302–310      | 303,25     | 308,75       | 306              |
| S22   | 310–318      | 311,25     | 316,75       | 314              |
| S23   | 318–326      | 319,25     | 324,75       | 322              |
| S24   | 326–334      | 327,25     | 332,75       | 330              |
| S25   | 334–342      | 335,25     | 340,75       | 338              |
| S26   | 342–350      | 343,25     | 348,75       | 346              |
| S27   | 350–358      | 351,25     | 356,75       | 354              |
| S28   | 358–366      | 359,25     | 364,75       | 362              |
| S29   | 366–374      | 367,25     | 372,75       | 370              |
| S30   | 374–382      | 375,25     | 380,75       | 378              |
| S31   | 382–390      | 383,25     | 388,75       | 386              |
| S32   | 390–398      | 391,25     | 396,75       | 394              |
| S33   | 398–406      | 399,25     | 404,75       | 402              |
| S34   | 406–414      | 407,25     | 412,75       | 410              |
| S35   | 414–422      | 415,25     | 420,75       | 418              |
| S36   | 422–430      | 423,25     | 428,75       | 426              |
| S37   | 430–438      | 431,25     | 436,75       | 434              |
| S38   | 438–446      | 439,25     | 444,75       | 442              |
| S39   | 446–454      | 447,25     | 452,75       | 450              |
| S40   | 454–462      | 455,25     | 460,75       | 458              |
| S41   | 462–470      | 463,25     | 468,75       | 466              |